# Berit Haugård
Berit Haugård (30 januari 1947) is een Noors langebaanschaatsster.
In 1975 en 1976 reed Haugaard op de WK Allround.
Op 6 maart 1977 reed Haugaard haar laatste wedstrijd.

## Records

### Persoonlijke records[3]
| Afstand    | Tijd    | Datum            | Baan   |
| ---------- | ------- | ---------------- | ------ |
| 500 meter  | 45,82   | 6 maart 1977     | Tynset |
| 1000 meter | 1.34,57 | 6 maart 1977     | Tynset |
| 1500 meter | 2.30,10 | 23 februari 1977 | Hamar  |
| 3000 meter | 5.23,10 | 28 december 1976 | Oslo   |